# Арамиль (посёлок)
Арами́ль — посёлок в Сысертском районе Свердловской области, входящий в Арамильский городской округ.

## Географическое положение
Посёлок Арамиль расположен в 7 километрах (по автодороге в 8 километрах) к востоку-северо-востоку от города Арамили, между реками Исетью и Бобровкой. В посёлке имеется узловая железнодорожная станция Арамиль на пересечении направления Екатеринбург — Курган и Южного обхода екатеринбургского узла.

## Инфраструктура
В посёлке Арамиль 14 улиц: Жданова, Заводская, Кирова, Кооперативная, Культуры, Ломоносова, Меко, Плодовоягодная, Победы, Свердлова, Сиреневая, Станционная, Фурманова, Челюскинцев; одно садовое некоммерческое товарищество «Авиатор-2».

## Население
| 2002 | 2010  |
| ---- | ----- |
| 989  | ↗1985 |